# New Holstein
New Holstein is een plaats (city) in de Amerikaanse staat Wisconsin, en valt bestuurlijk gezien onder Calumet County.

## Demografie
Bij de volkstelling in 2000 werd het aantal inwoners vastgesteld op 3301. In 2006 is het aantal inwoners door het United States Census Bureau geschat op 3181, een daling van 120 (-3,6%).

## Geografie
Volgens het United States Census Bureau beslaat de plaats een oppervlakte van 6,0 km², waarvan 6,0 km² land en 0,0 km² water.

## Plaatsen in de nabije omgeving
De onderstaande figuur toont nabijgelegen plaatsen in een straal van 16 km rond New Holstein.